# Oliver Spasovski

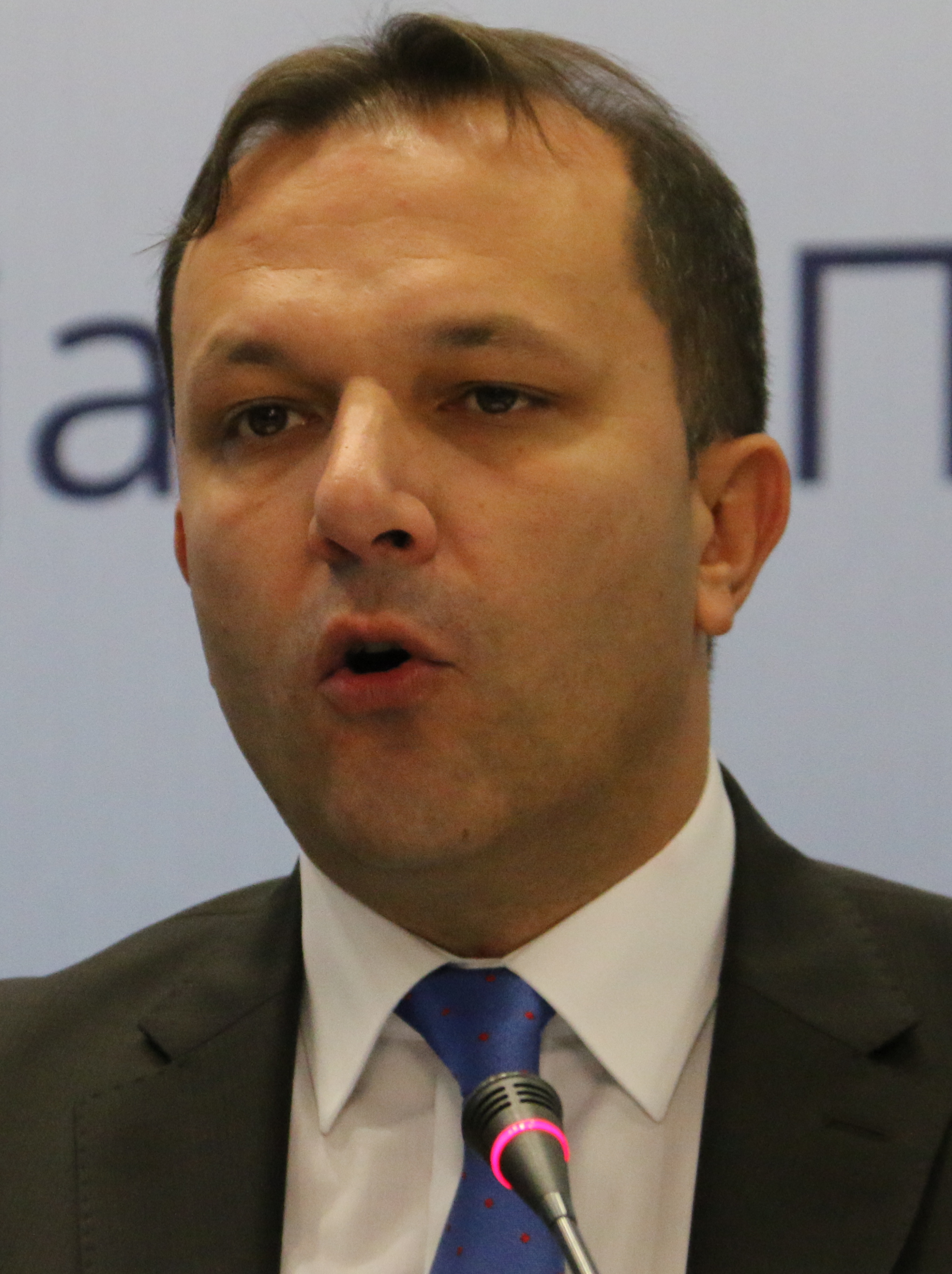
Oliver Spasovski (2016)

Oliver Spasovski (mazedonisch Оливер Спасовски; * 21. Oktober 1976 in Kumanovo, SFR Jugoslawien) ist ein nordmazedonischer Politiker (SDSM) und war vom 3. Januar 2020 bis 30. August 2020 Ministerpräsident seines Landes.

## Leben
Oliver Spasovski studierte Rechtswissenschaft an der Universität Skopje und war anschließend als Rechtsanwalt tätig. Von 2001 bis 2005 war er Berater des Bürgermeisters der Gemeinde Kumanovo, von 2008 bis 2011 war er in leitender Funktion in der Gemeindeverwaltung von Kumanovo tätig.
Von 2006 bis 2008, 2011 bis 2014 und 2016 bis 2017 war er Abgeordneter im nordmazedonischen Parlament. Von 2013 bis 2017 war er Generalsekretär der SDSM. Er bekleidete dreimal das Amt des Innenministers, nämlich von November 2015 bis Mai 2016, September 2016 bis Dezember 2016 und Mai 2017 bis Januar 2020.
Nach dem Rücktritt von Zoran Zaev wurde Spasovski am 3. Januar 2020 Ministerpräsident von Nordmazedonien. Er soll bis zur vorgezogenen Parlamentswahl am 12. April 2020 eine Übergangsregierung führen. Hintergrund ist die Ablehnung des Beginns von EU-Beitrittsverhandlungen durch die Europäische Union, obwohl das Land mit der Umbenennung in Nordmazedonien die von der EU geforderte Voraussetzung hierfür erfüllt hat.